# Rajd Polski 1976
Rajd Polski 1976 (36. Rajd Polski) to kolejna, 36 edycja rajdu samochodowego Rajd Polski rozgrywanego w Polsce. Rozgrywany był od 9 do 11 lipca 1976 roku. Bazą rajdu był Wrocław. Rajd był dwudziestą szóstą rundą Rajdowych Mistrzostw Europy w roku 1976 o współczynniku 4. Rajd był zarazem dwunastą rundą Rajdowych Mistrzostw Hiszpanii w roku 1976 o współczynniku 9 oraz trzecią runda Rajdowego Pucharu Pokoju i Przyjaźni w roku 1976, liczył 41 odcinków specjalnych.

## Wyniki końcowe rajdu
| Miejsce                      | Kierowca                     | Pilot                        | Samochód                     | Czas                         | Strata                       |                              |
| Klasyfikacja generalna i ERC | Klasyfikacja generalna i ERC | Klasyfikacja generalna i ERC | Klasyfikacja generalna i ERC | Klasyfikacja generalna i ERC | Klasyfikacja generalna i ERC | Klasyfikacja generalna i ERC |
| ---------------------------- | ---------------------------- | ---------------------------- | ---------------------------- | ---------------------------- | ---------------------------- | ---------------------------- |
| 1                            | Andrzej Jaroszewicz          | Ryszard Żyszkowski           | Lancia Stratos HF            | 4:21:58.4                    | –                            |                              |
| 2                            | Antonio Zanini               | Juan Petisco                 | SEAT 1430 1800               | 4:23:41.4                    | +1:43.0                      |                              |
| 3                            | Krzysztof Komornicki         | Janusz Wojtyna               | Polski Fiat 125p MC 1600     | 4:47:08.0                    | +25:09.6                     |                              |
| 4                            | Kastitis Girdauskas          | Arvidas Girdauskas           | Łada 1600                    | 4:48:20.1                    | +26:21.7                     |                              |
| 5                            | Tomasz Ciecierzyński         | Stanisław Brzozowski         | Polski Fiat 125p MC 1600     | 4:54:24.0                    | +32:25.6                     |                              |
| 6                            | Morten Spiro                 | Jan Glad                     | Opel Kadett GT/E             | 5:00:25.6                    | +38:27.2                     |                              |
| 7                            | Marian Bień                  | Janina Jedynak               | Polski Fiat 125p MC 1600     | 5:01:15.7                    | +39:17.3                     |                              |
| 8                            | Leo Pavlik                   | Oldrich Gottfried            | Škoda 130 RS                 | 5:01:25.7                    | +39:27.3                     |                              |
| 9                            | Andrzej Niewiadomski         | Włodzimierz Dominowski       | BMW 2002 Tii                 | 5:02:07.0                    | +40:08.6                     |                              |
| 10                           | Jiri Sedivy                  | Jiri Janecek                 | Škoda 130 RS                 | 5:07:48.7                    | +45:50.3                     |                              |
| Klasyfikacja CoPaF           |                              |                              |                              |                              |                              |                              |
| 1                            | Andrzej Jaroszewicz          | Ryszard Żyszkowski           | Lancia Stratos HF            | 2:37:08                      | –                            |                              |
| 2                            | Krzysztof Komornicki         | Janusz Wojtyna               | Polski Fiat 125p MC 1600     | 2:49:36                      | +12:28                       |                              |
| 3                            | Stasys Brundza               | Viljas Rozukas               | Lada 1600                    | 2:50:46                      | +13:38                       |                              |
| 4                            | Tomasz Ciecierzyński         | Stanisław Brzozowski         | Polski Fiat 125p MC 1600     | 2:53:35                      | +16:27                       |                              |
| 5                            | Kastitis Girdauskas          | Arvidas Girdauskas           | Łada 1600                    | 2:55:30                      | +18:22                       |                              |
| 6                            | Marian Bień                  | Janina Jedynak               | Polski Fiat 125p MC 1600     | 2:57:54                      | +20:46                       |                              |
| 7                            | Leo Pavlik                   | Oldrich Gottfried            | Škoda 130 RS                 | 2:59:14                      | +22:06                       |                              |
| 8                            | Andrzej Niewiadomski         | Włodzimierz Dominowski       | BMW 2002 Tii                 | 3:01:32                      | +24:24                       |                              |

| Miejsce                      | Państwo                      | Wyniki                       |
| Klasyfikacja drużynowa CoPaF | Klasyfikacja drużynowa CoPaF | Klasyfikacja drużynowa CoPaF |
| ---------------------------- | ---------------------------- | ---------------------------- |
| 1.                           | Czechosłowacja               | 32976                        |
| 2.                           | Bułgaria                     | 35102                        |